# De vuurberg van Itihat
De vuurberg van Itihat is een  stripverhaal uit de reeks van Jerom. Dit is het eerste verhaal waarin Odilon een rol speelt. Odilon is een van de hoofdpersonages in de hierop volgende verhalen in deze reeks.

## Locaties
- Morotari-burcht, station, Itihat, Tabor (vulkaan)

## Personages
- Jerom, tante Sidonia, professor Barabas, Odilon, president Arthur, ridders van Morotari, bewonders Itihat, Kiwai (hoofdman), handlangers

## Het verhaal
De ridders van Morotari worden bijeen geroepen. President Arthur vertelt dat zijn zoontje van de kostschool komt en door Jerom zal worden opgeleid in de tradities van de vereniging. Jerom haalt de jongen van het station en ontdekt al snel dat het een lastpost is. Dan ontdekt Morotari dat er een vuurberg in actie komt op het eiland Itihat. Jerom wil de zoon van president Arthur niet mee, want hij is erg lastig. Hij vliegt met de straalmotor naar Itihat en ontdekt dat de jongen zich heeft verstopt in zijn kist met boterhammen. Op het eiland redt Jerom de bewoners voor een rookwolk. Dit wordt gezien en Jerom wordt gewaarschuwd. De hoofdman van het eiland is grootgrondbezitter en hij wil dat de vulkaan uitbarst, want dan zal het eiland groter worden. Professor Barabas stuurt een enorme kurk naar het eiland en Jerom plaatst deze in de vulkaan. De lava wordt gestopt en Jerom vraagt om een enorme kurkentrekker. Professor Barabas stuurt ook dit voorwerp, maar hij landt per ongeluk in de zee.
Jerom haalt de kurkentrekker, maar wordt daar aangevallen door handlangers van Kiwai. Jerom boort een gat in de vulkaan en hiermee wil hij de uitbarsting voorkomen. Odilon komt ook naar Jerom en wordt gewaarschuwd voor de handlangers, maar hij trapt toch in een list en wordt gevangen genomen. Hij wordt in een gebouw opgesloten en de Kiwai dreigt hem in een vuurpoel te gooien. Jerom  wil zich dan overgeven, maar Odilon kan ontsnappen. Als de vulkaan uitbarst, blijkt het plan van Jerom te werken. De lava stroomt uit het gat en vormt een nieuw eiland in de zee. Het eiland en de huizen van de bewoners van Itihat zijn gered en de hoofdman onderwerpt zich. De hoofdman moet voor straf het nieuwe eiland bewoonbaar maken. Jerom en Odilon vliegen op de straalmotor terug naar huis.